# Корпорация лондонского Сити

Герб города

Корпорация лондонского Сити (англ. City of London Corporation, до 2006 — Corporation of London) — муниципальная администрация лондонского Сити.
Территория, находящаяся под управлением Корпорации, представляет собой знаменитый квартал «Квадратная миля» (1,22 кв. мили) в Лондоне, приютивший большую часть штаб-квартир и головных офисов ведущих финансовых и страховых компаний Великобритании и мира. Граница этого района проходит от набережной Виктории на Темзе, затем по часовой стрелке по Флит-стрит до Барбикана, потом на северо-восток по Ливерпуль-стрит и наконец обратно к Темзе, на которую выходит к западу от лондонского Тауэра.

## Состав
Официальное название корпорации — «Мэр и простонародье, и граждане лондонского Сити» (Mayor and Commonalty and Citizens of the City of London). Также в русскоязычных источниках встречаются именования Муниципальный совет лондонского Сити, Лондонская городская корпорация, Мэрия лондонского Сити и Корпорация Лондона. Ей руководят лорд-мэр Лондона, 2 шерифа, 25 олдерменов и 100 советников (mayor, aldermen, and commons of the City of London in common council assembled).

## Функции
Формально главное назначение корпорации — укреплять репутацию Лондона как финансового и делового центра. Фактически администрация только поддерживает зелёные насаждения и управляет несколькими образовательными учреждениями. В связи с этим корпорация подвергается критике как устаревшая и ненужная, а один из депутатов парламента в 1999 году назвал её «обеденным клубом».
Существует мнение о том, что в действительности роль К. далека от чисто муниципальной и официально декларируемой: Корпорация способна выступать девелопером и решать круг вопросов, далеко выходящих за рамки рядовых муниципальных проблем: представлять интересы и быть посредником от финансового сектора Великобритании на неформальных международных встречах, вести неформальные переговоры с заинтересованными лицами в целях расширения влияния Лондонского Сити над финансовыми потоками в различных регионах мира. Согласно данной версии, Корпорация фактически представляет собой закрытый элитарный и неформальный клуб лондонских финансовых кругов — своеобразный «профсоюз»: орган отстаивания коллективных интересов находящихся на его территории финансовых гигантов.
Косвенным подтверждением этой версии может являться тот факт, что в разные годы пост лорд-мэра занимали такие значительные и высокоплачиваемые лица, как бывший глава китайского отделения международной аудиторской фирмы из Большой четверки PriceWaterhouseCoopers Дэвид Льюис (2007 г.) и бывший глава Skandinaviska Enskilda Banken — крупнейшего банка в Швеции — Роджер Гиффорд (2013 г.).
Согласно данным, размещенным на сайте самой Корпорации2, размер заработной платы лорд-мэра лондонского Сити, исполняющего, по официальной версии, чисто церемониальные функции, колеблется от 195 390 до 226 530 фунтов в год.

## Выборы
Так как постоянное население Сити невелико, большую часть избирателей составляют владельцы и арендаторы недвижимости, которым исполнилось 18 лет и которые являются гражданами Великобритании, стран Британского Содружества или Евросоюза. Все они поделены на 25 палат, каждая из которых выбирает одного олдермена (сроком на шесть лет) и от двух до десяти советников (сроком на четыре года).
Шерифы и лорд-мэр избираются сроком на один год главами ливрейных компаний. Выборы шерифов проходят на Иванов день, а лорд-мэра (из числа бывших шерифов) — на Михайлов.